# Ordoño Alvares
Ordoño Alvares (ur. 1230 − zm. 21 grudnia 1285 w Rzymie) − hiszpański kardynał.

## Życiorys
Pochodził z jednej z najbardziej znaczących, arystokratycznych rodzin królestwa Leonu. W 1274 jako opat Husillos w Palencia uczestniczył w Soborze Lyońskim II, gdzie brał udział w redagowaniu sentencji potępiającej flagellantów. Zabiegał o uzyskanie wsparcia dla obrony Ziemi Świętej i podpisania unii z Kościołem Greckim. W nagrodę za to zaangażowanie papież Grzegorz X 23 maja 1275 mianował go arcybiskupem Bragi. Trzy lata później, na konsystorzu celebrowanym 12 marca 1278 papież Mikołaj III promował go do rangi kardynała biskupa diecezji suburbikarnej Tusculum. Przewodniczył papieskiej elekcji 1280-81 i papieskiej elekcji 1285. Zmarł w Rzymie.